# Cixiinae
Los cixiinos (Cixiinae) son una subfamilia de hemípteros arqueorrincos de la familia Cixiidae. Tiene las siguientes tribus.

## Tribus
- Andini - Bennarellini - Bennini - Brixidiini - Brixiini - Cajetini - Cixiini - Duiliini - Eucarpiini - Gelastocephalini - Mnemosynini - Oecleini - Pentastirini - Pintaliini - Semonini - Stenophlepsiini[1]